# Лоуренс, Энн
Энн Александра Лоуренс (англ. Anne Alexandra Lawrence, род. 17 ноября 1950) — американский психолог, сексолог и анестезиолог.

## Деятельность
Известна своими публикациями на тему транссексуальности. Предположила, что аутогинефилия включает в себя не только сексуальность, но и элементы романтической любви.
Лоуренс была соавтором Стандартов медицинской помощи при расстройствах гендерной идентичности Международной ассоциации гендерной дисфории Гарри Бенджамина 2002 года, шестая версия (ныне Стандарты медицинской помощи Всемирной профессиональной ассоциации трансгендерного здоровья (WPATH)).
Также занимается частной сексуальной терапией. Она ушла из медицинской практики в конце 2015 года, а по состоянию на декабрь 2021 года последний раз публиковалась в 2017 году.
Является членом Американской медицинской ассоциации, Международной академии исследования сексуальности и Общества за научное исследование сексуальности.

## Личная жизнь
Является трансгендерной женщиной. Описывает себя как аутогинефильная транссексуалка. Проживает в Сиэтле.

## Публикации

### Книги
- Anne A. Lawrence. Men Trapped in Men's Bodies: Narratives of Autogynephilic Transsexualism (англ.). — Springer Science & Business Media, 2013. — ISBN 978-1-4614-5182-2.

### Исследования
- Lawrence, Anne A.Lawrence, Anne A. Autogynephilia: A Paraphilic Model of Gender Identity Disorder (англ.) // Journal of Gay and Lesbian Psychotherapy[англ.] : journal. — 2004. — Vol. 8, no. 1/2. — P. 69—87. — doi:10.1300/J236v08n01_06.
- Lawrence Anne A. (2007). «Becoming what we love: autogynephilic transsexualism conceptualized as an expression of romantic love» (PDF). Perspect. Biol. Med. 50 (4): 506-20. doi: 10.1353/pbm.2007.0050 (недоступная ссылка). PMID 17951885.
- Lawrence, Anne A. (2009). «Erotic Target Location Errors: An Underappreciated Paraphilic Dimension». Journal of Sex Research 46 (2-3): 194—215. doi:10.1080/00224490902747727. ISSN 0022-4499. PMID 19308843.
- Lawrence, Anne A. (2011). «Autogynephilia: An Underappreciated Paraphilia». Advances in Psychosomatic Medicine 31: 135—148. doi:10.1159/000328921. ISSN 1662-2855.